# Romaria de Nossa Senhora da Piedade
A Romaria de Nossa Senhora da Piedade (Sanfins do Douro (Alijó)) é uma romaria que surgiu no século XVIII, no Santuário de Nossa Senhora da Piedade, Sanfins do Douro, concelho de Alijó, distrito de Vila Real. Não se sabe muito bem a sua origem. Fontes indicam que começou com um desertor do Exército de Napoleão em que este prometera esculpir em tronco de oliveira caso se livrasse do exército, outras indicam que era uma promessa feita pelos portugueses para que Deus e a Virgem Maria livrassem Portugal das invasões francesas. O que é certo é que se tornou na maior romaria da Diocese de Vila Real e uma das maiores do Norte português.
Esta romaria dura 5 dias, tem inicio na primeira quinta-feira de agosto e termina na segunda terça-feira do mês de agosto. As ruas são iluminadas, há várias atividades nestes dias. O ponto mais alto é a Procissão da Tarde com os andores ornamentados com flores naturais. A procissão é aberta pela Fanfarra dos Bombeiros Voluntários de Sanfins do Douro, segue-se a Cruz paroquial e as bandeiras das confrarias. Normalmente depois do Andor de São José segue uma Banda e do Andor da Padroeira e o Pálio.
A imagem pesa cerca de 900 kg, o andor é de madeira em talha dourada a folha de ouro e conta ainda com uma enorme cruz. O andor é levado por 12 homens que vão alternado. Depois da Missa da manhã o andor é leiloado. Existem dois grupos, o Grupo Velho e o Grupo Novo. Aquele que der mais dinheiro leva o andor. 
A festa tem 5 procissões: 
- sexta-feira - procissão monumental de velas que percorre a vila até ao cume do monte do Vilarelho, onde está situado o santuário;
- Domingo Missa campal, arrematação do endor e procissão até à entrada da povoação ao mesmo tempo que sai da igreja paroquial outra procissão que vai ao encontro desta. Chamam-se procissões do encontro e que são de grande comoção quando se encontram e se coroa a imagem.
- Procissão para a igreja.
- Procissão da Tarde de gala.
- Procissão de Regresso ou do Adeus.